# Censura a Algèria
Les condicions de treball dels periodistes a Algèria han evolucionat des de la independència de 1962. El 1990 es va suprimir el Codi de Premsa, la qual cosa permet una major llibertat de premsa. Tanmateix, a la guerra civil dels anys 1990 més de 70 periodistes van ser assassinats, tant per les forces de seguretat com pels islamistes. Seixanta periodistes van morir assassinats entre 1993 i 1998.

## Anys 1990 i 2000
Recentment, el president Abdelaziz Bouteflika ha ordenat diversos tancaments de periòdics, ha empresonat alguns periodistes, com ara Mohammed Benchicou, director del diari Le Matin i autor d'una biografia crítica del president, i ha forçat diversos periodistes a exiliar-se, sobretot a França.
L'Índex de llibertat de premsa mundial de Reporters Sense Fronteres (RSF) dona aproximadament un 40 a Algèria des de fa cinc anys (2007) i la xifra ha anat augmentant. Juntament amb el diari L'Humanité RSF denuncià l'empresonament de Benchicou, que va ser condemnat a dos anys de presó per denunciar la corrupció del país. Benchicou va guanyar el 2006 el Premi a la Llibertat de Premsa PEN/Barbara Goldsmith.
Algèria ha patit en els darrers anys un seguit d'atacs contra la llibertat d'expressió, a banda de l'empresonament de Benchicou. El diari La Tribune fou clausurat el 1996. Sam blog -un programa radiofònic al voltant del món dels blocs- va ser censurat el març de 2006, després de ser acusat per un diari en àrab d'incitar a l'homosexualitat. El Watan, un altre diari en francés, també va rebre atacs del govern algerià el 1998. Els seus reporters van ser assenyalats com a objectiu tant pel govern com pels insurgents islamistes, segons RSF i el Comité de Protecció de Periodistes. Alguns periodistes de La Liberté i Le Matin van ser forçats a exiliar-se a França.

## El simposi de febrer de 2007 sobre els desapareguts
Les autoritats algerianes impediren, el 7 de febrer de 2007, la realització d'un simposi amb el títol Pour la Verité, la Paix et la Conciliation (Per la veritat, la pau i la conciliació) organitzat pel CFDA (Collectif des familles de disparus en Algérie, Col·lectiu de Famílies de Persones Desaparegudes a Algèria), SOS Disparus (SOS Desapareguts), Djazairouna, la ANFD (Associació nacional de famílies de desapareguts) i Somoud. Aquesta nova forma de censura a un congrés relatiu a les desaparicions que van tenir lloc durant la guerra civil dels anys 90 ha sigut criticada per l'ACAT-France (Action des Chrétiens pour l'abolition de la torture; Acció dels cristians per l'abolició de la tortura), la Federació Internacional dels Drets Humans (IFHR), i l'Organització Mundial Contra la Tortura (WOAT). A més a més, els crítics amb la Carta per la pau i la reconciliació nacional -una mena de llei de punt final per als crims de la guerra civil-, aprovada el 29 de setembre de 2006, han sigut empaitats per les autoritats, fins i tot amb processos judicials a advocats i defensors dels drets humans.